# Rollo May

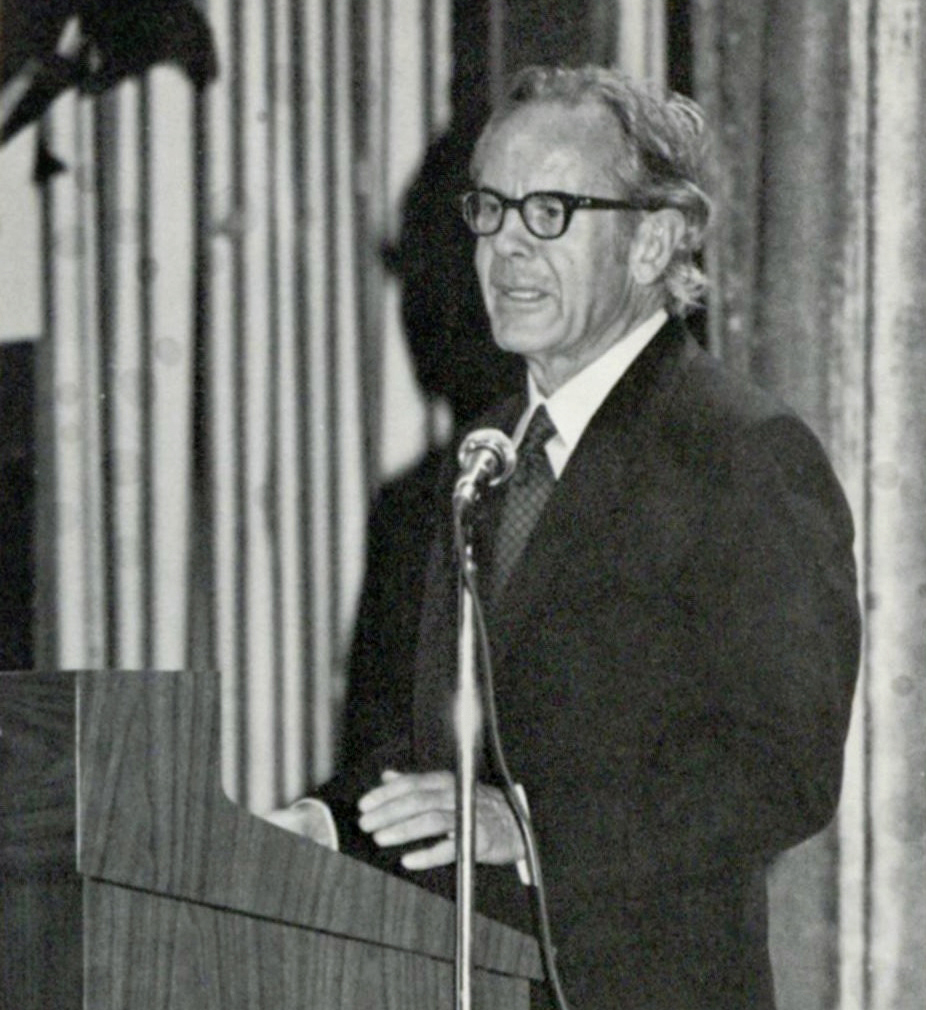
Rollo May 1977.

Rollo Reece May (* 21. April 1909 in Ada, Hardin County (Ohio); † 22. Oktober 1994 in Tiburon, Kalifornien) war ein US-amerikanischer Psychologe und Vertreter der Existenziellen Psychotherapie (existential psychotherapy), eines Zweiges des humanistischen Psychologie.
Mays bekanntestes Buch ist Love and Will aus dem Jahre 1969. Zusammen mit Viktor Frankl und Irvin D. Yalom gilt er als bedeutendster Vertreter der existenziellen Psychotherapie. May war wesentlich von Paul Tillich beeinflusst.

## Leben
Rollo May wurde am 21. April in Ada im US-Bundesstaat Ohio geboren. Er wuchs in Michigan auf.
May erwarb seinen Bachelorgrad am Oberlin College in Ohio und arbeitete anschließend an einem amerikanischen College in Griechenland. In dieser Zeit besuchte er die Seminare des Psychoanalytikers Alfred Adler in Wien und begann, sich für Theologie zu interessieren. 1933 kehrte er in die USA zurück und begann, am Union Theological Seminary im New Yorker Stadtteil Manhattan zu studieren. 1938 schloss er sein dortiges Theologiestudium mit dem Grad Bachelor of divinity ab. Im Anschluss daran arbeitete er für zwei Jahre als kongregationalistischer Pfarrer. Nach dieser Tätigkeit studierte er Psychologie an der Columbia University in New York.
In den 1940er Jahren erkrankte May an Tuberkulose, als er an seiner ersten großen Arbeit schrieb. Er verbrachte deshalb eineinhalb Jahre in einem Sanatorium. Seine Überlebenschancen wurden damals auf nur 50 Prozent eingeschätzt. Diese Erfahrung der Auseinandersetzung mit dem eigenen Tode prägte ihn in seinen existenzialistischen Überzeugungen.
Im Jahr 1949 schloss er seine Promotion ab. Dazu verfasste er eine Dissertation über das Thema der Angst, die 1950 unter dem Titel The Meaning of Anxiety in Buchausgabe erschien.
Von 1958 bis 1975 arbeitete er am William Alanson White Institute in New York, unter anderem zusammen mit Erich Fromm und Frieda Fromm-Reichmann. Später wirkte er als Mit-Herausgeber der von Harry Stack Sullivan gegründeten Zeitschrift für das Studium zwischenmenschlicher Beziehungen. Von 1955 bis 1976 hielt er Vorlesungen an der New School for Social Research, welche sich ebenfalls in New York City befindet.
Des Weiteren führten ihn Gastprofessuren an Universitäten wie Harvard, Yale und Princeton.
May war zwei Mal verheiratet, in erster Ehe mit Florence DeFrees, in zweiter mit Ingrid Kepler Scholl.
Er starb am 22. Oktober 1994 in Tiburon, Kalifornien in seinem Haus an Herzversagen.

## Werk
Geprägt von seinen Erfahrungen mit der Tuberkulose schrieb May an seinem Buch The Meaning of Anxiety (deutsche Ausgabe als Antwort auf die Angst), welches 1950 erschien. Mays Denken war von der Freud’schen Psychoanalyse und der Existenzphilosophie geprägt. Er war einer der ersten und einflussreichsten Denker im Bereich der Psychotherapie, welche von den europäischen Existenzialisten beeinflusst wurden. Eine seiner wichtigsten Ansichten über die menschlichen Natur war die Überzeugung, dass große Teile des menschlichen Verhaltens mit einer unterschwelligen, zugrundeliegenden Angst verbunden seien. Diese Angst sei daher ein wichtiges und wohl zu beachtendes Thema in der Psychotherapie. Vor allem mit dieser Idee beeinflusste May das Werk von Irvin Yalom.
Seit 1996 verleiht die Society for Humanistic Psychology (Gesellschaft für Humanistische Psychologie) den Rollo May Award. Der Preis wird an Personen vergeben, welche auf dem Gebiet der humanistischen Psychologie unabhängige und herausragende Leistungen erbracht haben.

## Theorien

### Entwicklungsstufen
In Mays Theorie gibt es vier „Entwicklungsstufen“ der menschlichen Psyche. Diese sind nicht im strikt freudschen bzw. traditionellen Sinne zu verstehen. So kann eine Person mehrere Merkmale gleichzeitig aufweisen:
1. Innocence (Unschuld): Der amoralische, vor-egoistische, vor-selbstbewusste Zustand des Kleinkindes. Die Person tut nur, was sie muss. Ein Wille zur Bedürfnisbefriedigung ist in Form von Trieben vorhanden.
2. Rebellion (Auflehnung): Durch Gegensätzlichkeiten mit den Erwachsenen bildet sich das Ich (ego) bzw. Selbstbewusstsein heraus. Solche Personen wollen Freiheit, aber sind sich der Verantwortung, die diese mit sich bringt, noch nicht voll bewusst.
3. Ordinary (gewöhnlich, normal): Das normale, erwachsene Ich. Diese Personen haben die Verantwortung kennengelernt, aber finden sie zu anstrengend. Daher weichen sie auf Konformität und traditionelle Werte aus.
4. Creative (kreativ, schöpferisch): Der authentische Erwachsene, welcher sein Schicksal (destiny) annimmt, und der Angst mit Mut (courage) begegnet. Diese Stufe wird auch als existenziell bezeichnet.

## Auszeichnungen
- 1970: Ralph-Waldo-Emerson-Preis für sein Werk Love and Will (veröffentlicht 1969)[10]

- 1971: Distinguished Contribution to Science and Profession of Clinical Psychology der American Psychological Association[11]

- 1987: Psychological Professional Gold Medal Award der American Psychological Foundation[12]

## Veröffentlichungen (Auswahl)
- 1940: The Springs of Creative Living.
- 1950: The Meaning of Anxiety. ISBN 0-393-31456-1.
- 1953: Man's Search for Himself, ISBN 0-385-28617-1.
- 1956: Existence, ISBN 1-56821-271-2.
- 1965: The Art of Counseling, ISBN 0-89876-156-5.
- 1967: Psychology and the Human Dilemma, ISBN 0-393-31455-3.
- 1968: mit Leopold Caligor: Dreams and Symbols: Man’s Unconscious Language. New York / London.
- 1969: Love and Will, ISBN 0-393-01080-5, ISBN 0-385-28590-6.
- 1972: Power and Innocence: A Search for the Sources of Violence. ISBN 0-393-31703-X.
- 1973: Paulus: A personal portrait of Paul Tillich. ISBN 0-00-211689-8.
- 1975: The Courage to Create. ISBN 0-393-31106-6.
- 1981: Freedom and Destiny. ISBN 0-393-31842-7.
- 1983: The Discovery of Being: Writings in Existential Psychology. ISBN 0-393-31240-2.
- 1985: My Quest for Beauty. ISBN 0-933071-01-9.
- 1991: The Cry for Myth. ISBN 0-385-30685-7.
- 1995: Zusammen mit Kirk J. Schneider: The Psychology of Existence: an integrative, clinical perspective. ISBN 0-07-041017-8.